# Lijst van rijksmonumenten in Oosterblokker
De plaats Oosterblokker telt 8 inschrijvingen in het rijksmonumentenregister.
| Object | Oorspronkelijke functie?  | Bouwjaar     | Architect | Locatie              | Coördinaten?                 | Nr.?   | Afbeelding                                      |
| --- | ------------------------- | ------------ | --------- | -------------------- | ---------------------------- | ------ | ----------------------------------------------- |
| Stolphoeve met kort uitgebouwd vooreind voorzien van houten geveltop en dwarseind eveneens met houten geveltop                           | Boerderij                 | 18e/19e eeuw |           | Oosterblokker 31     | 52° 39' 59" NB, 5° 6' 48" OL | 14051  | Meer afbeeldingen                               |
| Stolphoeve met dwarseind en bijschuur. Klokvormig houten voorschot met doorbroken fronton en siervazen; gesneden pronkdeur en bovenlicht | Boerderij                 |              |           | Oosterblokker 39     | 52° 40' 3" NB, 5° 6' 58" OL  | 14052  | Meer afbeeldingen                               |
| Stolphoeve met kort uitgebouwd vooreind. Links achter aangebouwd een schuurtje onder zadeldak; aan de achterzijde een nieuwe schuur      | Boerderij                 | 18e/19e eeuw |           | Oosterblokker 71     | 52° 40' 10" NB, 5° 7' 14" OL | 14053  | Meer afbeeldingen                               |
| Stolphoeve met kort uitgebouwd vooreind dat voorzien is van een houten geveltop en een gesneden pronkdeur met dito kalf en bovenlicht    | Boerderij                 | 18e-19e eeuw |           | Oosterblokker 103    | 52° 40' 17" NB, 5° 7' 29" OL | 14054  | Meer afbeeldingen                               |
| Hervormde Kerk | Kerk en kerkonderdeel     | 15e eeuw     |           | Oosterblokker 98     | 52° 40' 12" NB, 5° 7' 14" OL | 14055  | Hervormde Kerk                                  |
| Toren der Hervormde Kerk, met ingesnoerde spits                                                                                          | Kerk en kerkonderdeel     | ca. 1450     |           | Oosterblokker bij 98 | 52° 40' 12" NB, 5° 7' 12" OL | 14056  | Meer afbeeldingen                               |
| De Krijgsman | Industrie- en poldermolen | 1862         |           | Noorderdracht bij 61 | 52° 40' 15" NB, 5° 5' 59" OL | 14057  | Meer afbeeldingen                               |
| Stolpboerderij van het gekeerde Westfriese type                                                                                          | Boerderij                 | 1850-1899    |           | Oosterblokker 57     | 52° 40' 8" NB, 5° 7' 7" OL   | 495639 | Stolpboerderij van het gekeerde Westfriese type |